# Camptoprosopella maculipennis
Camptoprosopella maculipennis is een vliegensoort uit de familie van de Lauxaniidae. De wetenschappelijke naam van de soort is voor het eerst geldig gepubliceerd in 1923 door Malloch.